# Пам'ятки археології Тиврівського району
У Тиврівському районі Вінницької області під обліком перебуває 93 пам'яток археології.
| №   | Охоронний № | Найменування пам’ятки                                                                  | Пам'яток у комплексі | Адреса              | Дата (епоха)                                | Дата відкриття або виявлення | Автори (дослід.)                      | Рішення про взяття під охорону |
| --- | ----------- | -------------------------------------------------------------------------------------- | -------------------- | ------------------- | ------------------------------------------- | ---------------------------- | ------------------------------------- | ------------------------------ |
| 1.  | 217         | Поселення епохи бронзи                                                                 |                      | смт Тиврів          | XI-X ст. ст. до н.е.                        | 1982 р.                      | науковий співробітник Б. В. Магомедов | №7520.02.1985 р.               |
| 2.  | 218         | Поселення епохи бронзи                                                                 |                      | смт Тиврів          | XI-X ст. ст. до н.е.                        | 1982 р.                      | науковий співробітник Б. В. Магомедов | №7520.02.1985 р.               |
| 3.  | 81          | Курган                                                                                 |                      | смт Тиврів          |                                             | 1989 р.                      | к. і. н. П. І. Хавлюк                 | №14816.07.1992 р.              |
| 4.  | 123         | Поселення черняхівської культури                                                       |                      | с. Борсків          | II-IV ст. ст. н.е.                          | 1985 р.                      | к. і. н. П. І. Хавлюк                 | №22726.06.1987 р.              |
| 5.  | 90          | Поселення черняхівської культури                                                       |                      | с. Бушинка          | II-IV ст. ст. н.е.                          | 1988 р.                      | к. і. н. П. І. Хавлюк                 | №8203.04.1990 р.               |
| 6.  |             | Поселення епохи бронзи                                                                 |                      | с. Велика Бушинка   | ІІ тис. до н. е.                            | 2011 р.                      | Потупчик М. Є.                        | щойно виявлена                 |
| 7.  | 91          | Поселення передскіфського часу                                                         |                      | с. Велика Вулига    | VIII- VII ст. до н.е.                       | 1988 р.                      | к. і. н. П. І. Хавлюк                 | №8203.04.1990 р.               |
| 8.  | 92          | Поселення черняхівської культури                                                       |                      | с. Велика Вулига    | II-IV ст. ст. н.е.                          | 1988 р.                      | к. і. н. П. І. Хавлюк                 | №8203.04.1990 р.               |
| 9.  | 862         | Поселення трипільської культури                                                        |                      | с. Ворошилівка      | IV-III тис. до. н.е.                        | 1947 р.                      | археолог М. І. Артамонов              | №31310.06.1971 р.              |
| 10. | 458         | Скіфське поселення                                                                     |                      | с. Ворошилівка      | VI- IV ст. до н.е.                          | 1980 р.                      | В. Д. Гопак                           | №9617.02.1983 р.               |
| 11. | 459         | Скіфське поселення                                                                     |                      | с. Ворошилівка      | VI- IV ст. до н.е.                          | 1980 р.                      | В. Д. Гопак                           | №9617.02.1983 р.               |
| 12. | 228         | Поселення епохи бронзи                                                                 |                      | с. Гришівці         | XI-X ст. ст. до н.е.                        | 1982 р.                      | науковий співробітник Магомедов Б. В. | №7520.02.1985 р.               |
| 13. | 229         | Скіфські кургани                                                                       | 2                    | с. Гришівці         | VII-III ст. ст. до н.е.                     | 1982 р.                      | науковий співробітник Магомедов Б. В. | №7520.02.1985 р.               |
| 14. | 219         | Поселення епохи бронзи                                                                 |                      | с. Дзвониха         | XVI-XIV ст. ст. до н. е.                    | 1982 р.                      | к. і. н. П. І. Хавлюк                 | №7520.02.1985 р.               |
| 15. | 220         | Поселення зарубинецької культури                                                       |                      | с. Дзвониха         | І ст. до н.е., І ст. н.е.                   | 1981 р.                      | к. і. н. П. І. Хавлюк                 | №7520.02.1985 р.               |
| 16. | 221         | Поселення зарубинецької культури                                                       |                      | с. Дзвониха         | І ст. до н.е., ІІ ст. н.е.                  | 1958 р.                      | к. і. н. П. І. Хавлюк                 | №7520.02.1985 р.               |
| 17. | 222         | Поселення черняхівської культури                                                       |                      | с. Дзвониха         | II-IV ст. ст. н.е.                          | 1982 р.                      | к. і. н. П. І. Хавлюк                 |                                |
| 18. | 223         | Поселення черняхівської культури                                                       |                      | с. Дзвониха         | II-IV ст. ст. н.е.                          | 1982 р.                      | к. і. н. П.І. Хавлюк                  | №7520.02.1985 р.               |
| 19. | 224         | Поселення трипільської культури                                                        |                      | с. Довгополівка     | IV-III тис. до н.е.                         | 1981 р.                      | к. і. н. П.І. Хавлюк                  | №7520.02.1985 р.               |
| 20. | 225         | Поселення трипільської культури                                                        |                      | с. Довгополівка     | IV-III тис. до н.е.                         | 1957 р.                      | к. і. н. П. І. Хавлюк                 | №7520.02.1985 р.               |
| 21. | 226         | Поселення зарубинецької культури                                                       |                      | с. Довгополівка     | І ст. до н.е., ІІ ст. н.е.                  | 1981 р.                      | к. і. н. П. І. Хавлюк                 | №7520.02.1985 р.               |
| 22. | 227         | Слов'янське поселення                                                                  |                      | с. Довгополівка     | X-XI ст. ст. н.е.                           | 1982 р.                      | к. і. н. П. І. Хавлюк                 | №7520.02.1985 р.               |
| 23. | 93          | Поселення трипільської культури                                                        |                      | с. Жахнівка         | IV-III тис. до н.е.                         | 1986 р.                      | к. і. н. П. І. Хавлюк                 | №8203.04.1990 р.               |
| 24. | 38          | Поселення черняхівської культури                                                       |                      | с. Зарванка         | II-IV ст. ст. н.е.                          | 1983 р.                      | к. і. н. П. І. Хавлюк                 | №113 13.05.1988 р.             |
| 25. | 124         | Поселення черняхівської культури                                                       |                      | с. Зарванка         | II-IV ст. ст. н.е.                          | 1983 р.                      | к. і. н. П. І. Хавлюк                 | №22726.06.1987 р.              |
| 26. | 865         | Поселення черняхівської культури                                                       |                      | с. Іванківці        | II-IV ст. ст. н.е.                          | 1947 р.                      | археолог Д. Т. Березовець             | №31310.06.1971 р.              |
| 27. | 94          | Поселення черняхівської культури                                                       |                      | с. Івонівці         | II-IV ст. ст. н.е                           | 1983 р.                      | к. і. н. П. І. Хавлюк                 | №8203.04.1990 р.               |
| 28. | 95          | Поселення передскіфського часу                                                         |                      | с. Івонівці         | VIII- VII ст. до н.е.                       | 1988 р.                      | к. і. н. П. І. Хавлюк                 | №8203.04.1990 р.               |
| 29. | 96          | Поселення передскіфського часу, поселення зарубинецької культури                       |                      | с. Івонівці         | ІІ ст. до н.е., ІІ ст. н.е.                 | 1988 р.                      | к. і. н. П.І. Хавлюк                  | №8203.04.1990 р.               |
| 30. | 230         | Поселення епохи бронзи і поселення черняхівської культури                              |                      | с. Кальнишівка      | XIII-IX ст. ст. до н.е., II-IV ст. ст. н.е. | 1963 р.                      | к. і. н. П.І. Хавлюк                  | №7520.02.1985 р.               |
| 31. | 860         | Неолітична стоянка                                                                     |                      | с. Кліщів           | V-IV тис. до н. е.                          | 1957 р.                      | к. і. н. П.І. Хавлюк                  | №31310.06.1971 р.              |
| 32. | 231         | Поселення трипільської культури                                                        |                      | с. Кліщів           | IV-III тис. до н.е.                         | 1982 р.                      | к. і. н. П. І. Хавлюк                 | №7520.02.1985 р.               |
| 33. | 232         | Поселення зарубинецької культури                                                       |                      | с. Кліщів           | І ст. до н.е., ІІ ст. н.е.                  | 1982 р.                      | к. і. н. П. І. Хавлюк                 | №7520.02.1985 р.               |
| 34. | 233         | Поселення зарубинецької культури                                                       |                      | с. Кліщів           | І ст. до н.е., ІІ ст. н.е.                  | 1958 р.                      | к. і. н. П. І. Хавлюк                 | №7520.02.1985 р.               |
| 35. | 234         | Поселення черняхівської культури                                                       |                      | с. Кліщів           | II-IV ст. ст. н.е.                          | 1958 р.                      | к. і. н. П. І. Хавлюк                 | №7520.02.1985 р.               |
| 36. |             | Поселення чорноліської культури                                                        |                      | с. Кліщів           | ХІ-ІХ ст. до н. е.                          | 2006 р.                      | к. і. н. Гаскевич Д. Л.               | щойно виявлена                 |
| 37. | 235         | Поселення черняхівської культури                                                       |                      | с. Курники          | II-IV ст. ст. н.е.                          | 1982                         | науковий співробітник Б. В. Магомедов | №7520.02.1985 р.               |
| 38. | 866         | Поселення черняхівської культури                                                       |                      | с. Краснянка        | II-IV ст. ст. н.е.                          | 1982                         | науковий співробітник Б. В. Магомедов | №31310.06.1971 р.              |
| 39. | 97          | Курган                                                                                 |                      | с. Мала Вулига      | ___                                         | 1988 р.                      | к. і. н. П.І. Хавлюк                  | №8203.04.1990 р.               |
| 40. | 98          | Поселення зарубинецької культури                                                       |                      | с. Мала Вулига      | ІІ ст. до н.е., ІІ ст. н.е.                 | 1988 р                       | к. і. н. П. І. Хавлюк                 | №8203.04.1990 р.               |
| 41. | 99          | Поселення черняхівської культури                                                       |                      | с. Мала Вулига      | II-IV ст. ст. н.е.                          | 1988 р.                      | к. і. н. П. І. Хавлюк                 | №8203.04.1990 р.               |
| 42. | 236         | Поселення зарубинецької культури                                                       |                      | с. Марківка         | І ст. до н.е., ІІ ст. н.е.                  | 1981 р.                      | к. і. н. П.І. Хавлюк                  | №7520.02.1985 р.               |
| 43. | 237         | Слов'янське поселення                                                                  |                      | с. Марківка         | VI-VII ст. ст. н.е.                         | 1981 р.                      | к. і. н. П. І. Хавлюк                 | №7520.02.1985 р.               |
| 44. |             | Неолітична стоянка                                                                     |                      | с. Нова Миколаївка  | V тис. до н. е.                             | 2005 р.                      | к. і. н. Гаскевич Д. Л.               | щойно виявлена                 |
| 45. |             | Багатошарове поселення доби палеоліту, бронзи, трипільської та білогрудівської культур |                      | с. Нова Миколаївка  | ХХХ тис. – І тис. до н. е.                  | 2005 р.                      | к. і. н. Гаскевич Д. Л.               | щойно виявлена                 |
| 46. | 100         | Курган                                                                                 |                      | с. Пирогів          | ___                                         | 1988 р.                      | к. і. н. П.І. Хавлюк                  | №8203.04.1990 р.               |
| 47. | 101         | Слов'янське поселення                                                                  |                      | с. Пирогів          | VI-VII ст. ст. н.е.                         | 1988 р.                      | к. і. н. П. І. Хавлюк                 | №8203.04.1990 р.               |
| 48. | 102         | Поселення черняхівської культури                                                       |                      | с. Польова Слобідка | II-IV ст. ст. н.е.                          | 1988 р.                      | к. і. н. П.І. Хавлюк                  | №8203.04.1990 р.               |
| 49. | 108         | Поселення трипільської культури                                                        |                      | с. Рахни-Польові    | ІІІ тис. до н.е.                            | 1988 р.                      | к. і. н. П. І. Хавлюк                 | №8203.04.1990 р.               |
| 50. | 109         | Могильник курганний                                                                    | 2                    | с. Рахни-Польові    |                                             | 1988 р.                      | к. і. н. П.І. Хавлюк                  | №8203.04.1990 р.               |
| 51. | 110         | Слов'янське поселення                                                                  |                      | с. Рахни-Польові    | VI-VII ст. ст. н.е.                         | 1988 р.                      | к. і. н. П. І. Хавлюк                 | №8203.04.1990 р.               |
| 52. | 111         | Слов'янське поселення                                                                  |                      | с. Рахни-Польові    | VI-VII ст. ст. н.е.                         | 1988 р.                      | к. і. н. П. І. Хавлюк                 | №8203.04.1990 р.               |
| 53. | 867         | Поселення черняхівської культури                                                       |                      | с. Рогізна          | II-IV ст. ст. н.е.                          | 1947 р.                      | археолог Д. Т. Березовець             | №31310.06.1971 р.              |
| 54. | 238         | Поселення передскіфського часу                                                         |                      | с. Рогізна          | VIII-VII ст. ст. до н. е.                   | 1959 р.                      | к. і. н. П. І. Хавлюк                 | №7520.02.1985 р.               |
| 55. | 112         | Поселення трипільської культури                                                        |                      | с. Рогізна          | ІІІ тис. до н.е.                            | 1988 р.                      | к. і. н. П. І. Хавлюк                 | №8203.04.1990 р.               |
| 56. | 113         | Поселення трипільської культури                                                        |                      | с. Рогізна          | ІІІ тис. до н.е.                            | 1988 р.                      | к. і. н. П. І. Хавлюк                 | №8203.04.1990 р.               |
| 57. | 114         | Курган                                                                                 |                      | с. Рогізна          |                                             | 1988 р.                      | к. і. н. П. І. Хавлюк                 | №8203.04.1990 р.               |
| 58. | 115         | Поселення передскіфського часу                                                         |                      | с. Рогізна          | VIII-VII ст. ст. до н. е.                   | 1988 р.                      | к. і. н. П. І. Хавлюк                 | №8203.04.1990 р.               |
| 59. | 116         | Поселення передскіфського часу                                                         |                      | с. Рогізна          | VIII-VII ст. ст. до н. е.                   | 1988 р.                      | к. і. н. П. І. Хавлюк                 | №8203.04.1990 р.               |
| 60. | 117         | Поселення зарубинецької культури                                                       |                      | с. Рогізна          | ІІ ст. до н.е., ІІ ст. н.е.                 | 1988 р.                      | к. і. н. П.І. Хавлюк                  | №8203.04.1990 р.               |
| 61. | 118         | Поселення зарубинецької культури                                                       |                      | с. Рогізна          | ІІ ст. до н.е., ІІ ст. н.е.                 | 1988 р.                      | к. і. н. П. І. Хавлюк                 | №8203.04.1990 р.               |
| 62. | 119         | Поселення зарубинецької культури                                                       |                      | с. Рогізна          | ІІ ст. до н.е., ІІ ст. н.е.                 | 1988 р.                      | к. і. н. П. І. Хавлюк                 | №8203.04.1990 р.               |
| 63. | 120         | Поселення черняхівської культури                                                       |                      | с. Рогізна          | II-IV ст. ст. н.е.                          | 1988 р.                      | к. і. н. П. І. Хавлюк                 | №8203.04.1990 р.               |
| 64. | 121         | Поселення черняхівської культури                                                       |                      | с. Рогізна          | II-IV ст. ст. н.е.                          | 1988 р.                      | к. і. н. П. І. Хавлюк                 | №8203.04.1990 р.               |
| 65. |             | Неолітична стоянка                                                                     |                      | с. Рогізна          | V тис. до н. е.                             | 2005 р.                      | к. і. н. Гаскевич Д. Л.               | щойно виявлена                 |
| 66. | 863         | Поселення трипільської культури і середньовікове замчисько                             |                      | с. Селище           | IV-III тис. до н.е., XVI-XVII ст. н. е.     | 1901 р.                      | археолог Е. Сецинський                | №31310.06.1971 р.              |
| 67. | 103         | Поселення трипільської культури                                                        |                      | с. Сліди            | ІІІ тис. до н.е.                            | 1988 р.                      | к. і. н. П. І. Хавлюк                 | №8203.04.1990 р.               |
| 68. | 104         | Поселення трипільської культури                                                        |                      | с. Сліди            | ІІІ тис. до н.е.                            | 1988 р.                      | к. і. н. П. І. Хавлюк                 | №8203.04.1990 р.               |
| 69. | 105         | Поселення черняхівської культури                                                       |                      | с. Сліди            | II-IV ст. ст. н.е.                          | 1988 р.                      | к. і. н. П. І. Хавлюк                 | №8203.04.1990 р.               |
| 70. | 106         | Поселення черняхівської культури                                                       |                      | с. Сліди            | II-IV ст. ст. н.е.                          | 1988 р.                      | к. і. н. П. І. Хавлюк                 | №8203.04.1990 р.               |
| 71. | 107         | Слов'янське поселення                                                                  |                      | с. Сліди            | VI-VII ст. ст. н.е.                         | 1988 р.                      | к. і. н. П.І. Хавлюк                  | №8203.04.1990 р.               |
| 72. | 239         | Поселення епохи бронзи                                                                 |                      | с. Соколинці        | XIX-XVII ст. ст. до н.е.                    | 1982 р.                      | к. і. н. П. І. Хавлюк                 | №7520.02.1985 р.               |
| 73. | 460         | Поселення зарубинецької культури                                                       |                      | с. Тростянець       | ІІ ст. до н.е., ІІ ст. н.е.                 | 1968 р.                      | к. і. н. П. І. Хавлюк                 | №9617.02.1983 р.               |
| 74. | 461         | Поселення черняхівської культури                                                       |                      | с. Тростянець       | II-IV ст. ст. н.е.                          | 1967 р.                      | к. і. н. П. І. Хавлюк                 | №9617.02.1983 р.               |
| 75. | 164         | Пізньотрипільсь-ке поселення                                                           |                      | с. Тростянець       | III тис. до н.е.                            | 1984 р.                      | к. і. н. П. І. Хавлюк                 | №22822.05.1986 р.              |
| 76. | 165         | Пізньотрипільсь-ке поселення                                                           |                      | с. Тростянець       | III тис. до н.е.                            | 1984 р.                      | к. і. н. П. І. Хавлюк                 | №22822.05.1986 р.              |
| 77. | 166         | Поселення черняхівської культури                                                       |                      | с. Тростянець       | II-IV ст. ст. н.е.                          | 1984 р.                      | к. і. н. П. І. Хавлюк                 | №22822.05.1986 р.              |
| 78. | 126         | Поселення трипільської культури                                                        |                      | с. Тростянець       | III тис. до н.е.                            | 1988 р.                      | к. і. н. П. І. Хавлюк                 | №22726.06.1987 р.              |
| 79. | 127         | Поселення передскіфського часу                                                         |                      | с. Тростянець       | VIII-VII ст. ст. до н. е.                   | 1988 р.                      | к. і. н. П. І. Хавлюк                 | №22726.06.1987 р.              |
| 80. | 122         | Поселення трипільської культури                                                        |                      | с. Уяринці          | III тис. до н.е.                            | 1988 р.                      | к. і. н. П. І. Хавлюк                 | №8203.04.1990 р.               |
| 81. | 123         | Курган                                                                                 |                      | с. Уяринці          |                                             | 1988 р.                      | к. і. н. П.І. Хавлюк                  | №8203.04.1990 р.               |
| 82. | 124         | Поселення передскіфського часу                                                         |                      | с. Уяринці          | VIII-VII ст. ст. до н. е.                   | 1988 р.                      | к. і. н. П. І. Хавлюк                 | №8203.04.1990 р.               |
| 83. | 125         | Поселення передскіфського часу                                                         |                      | с. Уяринці          | VIII-VII ст. ст. до н. е.                   | 1988 р.                      | к. і. н. П. І. Хавлюк                 | №8203.04.1990 р.               |
| 84. | 240         | Поселення черняхівської культури                                                       |                      | с. Федорівка        | II-IV ст. ст. н.е.                          | 1981 р.                      | к. і. н. П. І. Хавлюк                 | №7520.02.1985 р.               |
| 85. | 241         | Поселення черняхівської культури                                                       |                      | с. Федорівка        | II-IV ст. ст. н.е.                          | 1981 р.                      | к. і. н. П. І. Хавлюк                 | №7520.02.1985 р.               |
| 86. | 242         | Поселення черняхівської культури                                                       |                      | с. Федорівка        | II-IV ст. ст. н.е.                          | 1981 р.                      | к. і. н. П. І. Хавлюк                 | №7520.02.1985 р.               |
| 87. | 243         | Поселення трипільської культури                                                        |                      | с. Черемошне        | IV-III тис. до н.е.                         | 1982 р.                      | к. і. н. П. І. Хавлюк                 | №7520.02.1985 р.               |
| 88. | 128         | Група курганів                                                                         | 3                    | с. Черемошне        |                                             | 1986 р.                      | к. і. н. П. І. Хавлюк                 | №22726.06.1987 р.              |
| 89. | 244         | Поселення трипільської культури                                                        |                      | с. Шендерів         | IV-III тис. до н.е.                         | 1981 р.                      | к. і. н. П. І. Хавлюк                 | №7520.02.1985 р.               |
| 90. | 245         | Поселення черняхівської культури                                                       |                      | с. Шершні           | II-IV ст. ст. н.е.                          | 1982 р.                      | науковий співробітник Б. В. Магомедов | №7520.02.1985 р.               |
| 91. | 129         | Поселення трипільської культури                                                        |                      | с. Шершні           | IV-III тис. до н.е.                         | 1985 р.                      | к. і. н. П. І. Хавлюк                 | №22726.06.1987 р.              |
| 92. | 130         | Поселення зарубинецької культури                                                       |                      | с. Шершні           | ІІ ст. до н.е., II ст. н.е.                 | 1985 р.                      | к. і. н. П. І. Хавлюк                 | №22726.06.1987 р.              |
| 93. | 131         | Поселення черняхівської культури                                                       |                      | с. Шершні           | II-IV ст. ст. н.е.                          | 1985 р.                      | к. і. н. П. І. Хавлюк                 | №22726.06.1987 р.              |
|     |             |                                                                                        |                      |                     |                                             |                              |                                       |                                |

## Джерело
- Пам'ятки Вінницької області